# Robert Best
Robert Best (ur. 18 czerwca 1856 w Melbourne, zm. 27 marca 1946 tamże) – australijski polityk i prawnik. W latach 1909–1910 pełnił urząd ministra handlu i ceł Australii.

## Życiorys

### Kariera zawodowa
Best rzucił szkołę jako trzynastolatek. Podjął pracę w drukarni, a potem został pomocnikiem biurowym w kancelarii prawnej. Pod wpływem tej pracy, postanowił wrócić do nauki i samemu zostać prawnikiem. Ukończył studia na University of Melbourne, a w 1881 uzyskał prawo wykonywania zawodu radcy prawnego. W latach 1883–1897 zasiadał w radzie City of Fitzroy, jednej z ówczesnych dzielnic Melbourne. Dwukrotnie pełnił też urząd burmistrza dzielnicy.

### Kariera polityczna
Równocześnie w 1889 rozpoczął karierę polityczną na szczeblu władz ówczesnej kolonii Wiktoria, uzyskując mandat w Zgromadzeniu Ustawodawczym. W 1894 wszedł do rządu kolonii, gdzie odpowiadał za kwestie gospodarki ziemskiej, handlu i polityki celnej. Pod jego kierunkiem w 1896 przeprowadzono reformę celna, a dwa lata później reformę rolną. Dwukrotnie pełnił też obowiązki premiera, gdy stały szef rządu przebywał poza kolonią.
Po powstaniu Związku Australijskiego w 1901, Best postanowił przenieść się do polityki federalnej. Uzyskał mandat senatora, a w 1905 wszedł do trzeciego gabinetu Deakina jako wiceprzewodniczący Federalnej Rady Wykonawczej. Po okresie spędzonym w opozycji, w 1909 został ministrem handlu i ceł w czwartym gabinecie Deakina. W 1910 utracił na krótko swój mandat parlamentarny (i tym samym miejsce w rządzie), lecz już po kilku miesiącach został wybrany do Izby Reprezentantów. Pozostał w niej przez dwanaście lat, do 1922 roku, gdy przegrał walkę o mandat z Johnem Lathamem, przyszłym prezesem Sądu Najwyższego Australii.
Przez całą swoją karierę polityczną Best pozostawał aktywnym prawnikiem, dlatego po odejściu z parlamentu nie miał problemów ze znalezieniem nowego zajęcia – mógł poświęcić całą swoją energię na praktykę radcowską. Zmarł w Melbourne w 1946, przeżywszy 89 lat. Był dwukrotnie żonaty (w 1901 jego pierwsza żona zmarła) i dochował się ósemki dzieci. W 1908 otrzymał Order św. Michała i św. Jerzego klasy Rycerz Komandor, co dało mu prawo do tytułu Sir przed nazwiskiem.